# Битка на горњем Бетису
Битка на горњем Бетису представља две битке, које су се 211. п. н. е. одиграле између картагињанске и римске војске. Картагињанима је командовао Хаздрубал Барка, Магон Барка и Хаздрубал Гискон, а Римљанима Публије Корнелије Сципион и његов брат Гнеј Корнелије Сципион Калвус. Картагињани су победили у обе битке, а оба Сципиона су погинула. Пре пораза Сципиони су седам година ширили римске територије у Иберији и успели су да битно ограниче средства и људство, које је могло да помогне Ханибалов рат на Апенинском полуострву. Битка представља једну од великих копнених битака у којој су Картагињани победили без Ханибала.

## Стратешка ситуација
Након пораза Хаздрубала Барке у бици код Дертосе 215. п. н. е. Римљани су осигурали своје базе северно од реке Ебро. Након тога кренули су да придобију нека иберијска племена, нападали су неке картагињанске територије јужно од Ебра. Публије Корнелије Сципион је током 214. п. н. е. нападао све до Сагунта. Сципиони нису добијали појачања из Италије, јер су Римљани били у веома тешком положају на Апенининма. Хаздрубалу Барки су стигла појачања. Стигле су две војске, једна под командом Магона Барке, а друга под командом Хаздрубала Гискона. Те војске водиле су неколико неодлучних битака са Сципионима у периоду 215-211. п. н. е. Сципиони су наговорили нумиђанскога краља Сифакса, да се 214-213. п. н. е. побуни и започне рат са Картагињанима. У Иберији је тада била довољно мирна ситуација, па је Хаздрубал Барка отишао у Африку, где је 214-213. п. н. е. угушио Сифаксову побуну. Током 212. п. н. е. вратио се у Иберију са 3.000 Нумиђана под командом Масинисе, будућега краља Нумидије. Током његовога одсуства Римљани су заузели Сагунт и Кастулу у горњем току Бетиса (Гвадалкивира). Ханибал је на Апенинском полуострву успео да придобије Капуу, да заузме Тарент и да задржи контролу над Луканијом, Брутијем и Апулијом. Римљани су онда успели да заузму неколико градова, па су опседали Капуу и Сиракузу.

## Увод
Браћа Сципиони унајмили су 20.000 келтиберских најамника као појачање својој војсци од 30.000 пешака и 3.000 коњаника. Картагињанске снаге су биле раздвојене на три дела тако да је Хаздрубал Барка са 15.000 војника био крај Амторгиса, а Магон Барка и Хаздрубал Гискон сваки са по 10.000 војника били су западно. Било је то у горњем току реке Бетис (данашњи Гвадалкивир). Због тога су Сципиони одлучили да раздвоје своје снаге. Публије Корнелије Сципион је одлучио да са 20.000 војника нападне Магона Барку крај Кастуле. Гнеј Корнелије Сципион је са 10.000 војника и келтиберским најамницима кренуо на Хаздрубала Барку. Та одлука Сципиона довела је до две битке у размаку мањем од месец дана, битке код Кастула и битке код Илорке. Гнеј је први стигао на циљ. Хаздрубал Барка је до тога тренутка већ наредио Хаздрубалу Гискону, Масиниси и иберском поглавици Андобалу да се придруже Магону крај Кастула. Хаздрубал Барка је успео да подмити Келтибере да издају Гнеја Корнелија Сципиона. На тај начин смањио је противничку војску, па је Гнеј без Келтибера морао да се повлачи.

## Битка код Кастуле
Нумиђанска лака коњица под командом Масинисе је дању и ноћу узнемиравала и нападала војску Публија Корнелија Сципиона током његовога приближавања Кастулу. Када је сазнао да се иза његових леђа налази 7.500 Келтибера Суесетана под командом Андобала Публије се препао да би могао да буде опкољен, па је због тога променио план и одлучио да уместо Магона нападне Андобала. У свом логору оставио је 2.000 војника под командом Тиберија Фонтеја и кренуо је увече према Андобалу. Целу ноћ су се кретали и ујутро је 18.000 римских војника изненадило Андобала, који је имао 7.500 војника. Ибери су успели да задрже Римљане довољно дуго, тако да су дочекали да им Масиниса са својим коњаницима дође у помоћ. Нумиђанска коњица је почела да напада Римљане, па је римски притисак попустио. Долазак Магона Барке и Хаздрубала Гискона означио је слом римске војске. Римска војска се разбежала, а Публије Корнелије Сципион и већина његових пријатеља је тада погинула. Већина римске војске сасечена је покушавајући да побегне. Магон је дао Нумиђанима да попљачкају погинуле, па су након тога кренули према Хаздрубалу Барки, са циљем да и њему помогну да победи. Када се спојило више картагињанских војски победа је охрабрила целу војску да докрајчи Гнејову војску.

## Битка код Илорке
Гнеј Корнелије Сципион је изгубио предност због прелаза најамника у противничку војску. Иако није знао за Публијеву погибију Гнеј је након доласка војске Магона Барке и Хаздрубала Гискона одлучио да се повуче према северној Иберији. Римљани су да заварају непријатеља у свом логору оставили упаљене ватре, па су се преко ноћи повукли према Ебру. Међутим, током следећега дана открили су их Нумиђани и почели да их нападају. Римљани су се онда склонили да преноће на једном брду крај Илорке. Током ноћи стигла је главнина картагињанске војске, тј снаге Хаздрубала Барке, Хаздрубала Гискона и Магона Барке. Терен на коме су се налазили Римљани био је стеновит, па нису могли да се укопају. Уместо тога оградили су дефанзивни зид од свога пртљага и од седала. Картагињани су их лако прегазили, уништили су им већину војске, а у бици је погинуо и Гнеј Корнелије Сципион. Ливије и Апијан помињу и верзију по којој је Гнеј побегао до једне тврђаве, коју су Картагињани потпалили, па је ту погинуо. Размак између две битке био је 29 дана.

## Последице
Преживели Римљани из две битке побегли су северно од Ебра, где је енергични Луције Марције успео да окупи преживеле и да састави некакву војску од 8.000 војника. Заповедници Картагињана нису учинили координисани покушај да их прегазе и да Ханибалу пошаљу помоћ. Пошто Римљани нису елиминисани из Иберије Ханибал није добио појачање из Иберије током кључне 211. п. н. е. за време опсаде Капуе. Рим је након освајања Капуе крајем 211. п. н. е. послао 13.000 војника под командом Гаја Клаудија Нерона. Нерон није постигао неку значајну победу, а ни Картагињани нису напали римску Иберију. Картагињани су касније зажалили због своје неактивности, јер је током 210. п. н. е. стигао Сципион Африканац са 10.000 војника, а 209. п. н. е. заузео је Нову Картагину (Картагену).